# أمين بيانات
تُقسم مسؤوليات إدارة البيانات في مجموعات حوكمة البيانات بتزايد بين أصحاب العمليات التجارية وأقسام تقانة المعلومات. هناك عنوانان وظيفيان شائعان الاستخدام لهذه الأدوار هما ومشرف البيانات وأمين البيانات.
يتحمل مشرفو البيانات عادةً مسؤولية محتوى البيانات والسياق وقواعد العمل المرتبطة بها. يتحمل أمناء البيانات مسؤولية الحفظ الآمن للبيانات ونقلها وتخزينها وتنفيذ قواعد العمل. فيتحمل مشرفو البيانات مسؤولية ما يُخزن في حقل البيانات، بينما يكون أمناء البيانات مسؤولين عن البيئة التقنية وبنية قاعدة البيانات. المسميات الوظيفية الشائعة لأمناء البيانات هي مسؤول قاعدة البيانات (DBA)، ومصمم البيانات، ومطور استخراج وتحويل وتحميل.